# Gettr
Gettr è un social network e microblogging creato da Jason Miller, ex assistente e portavoce di Donald Trump. Una versione beta della piattaforma è stata lanciata il 1º luglio 2021. La sua interfaccia utente e il set di funzionalità sono stati descritti come molto simili a quelli di Twitter.

## Storia
Dopo l'assalto al Campidoglio degli Stati Uniti del 6 gennaio 2021, diversi social media hanno limitato l'uso dei social media a Donald Trump, tra cui Twitter, Facebook e Instagram bandendolo dalle loro piattaforme, sospendendo anche alcuni suoi sostenitori e altre persone che stavano condividendo teorie di cospirazione e contenuti estremisti. Queste azioni hanno portato alla protesta alcuni conservatori. Il 1 luglio 2021 Bloomberg ha riferito che Trump non aderirà personalmente alla piattaforma e che non avrebbe avuto alcun interesse finanziario in essa.

## Descrizione
Gettr è stato descritto come una piattaforma di social media conservatrice e si presenta come un'alternativa ai social network tradizionali, scrivendo in una dichiarazione che i suoi obiettivi includono "combattere la cancel culture, promuovere il buon senso, difendere la libertà di parola, sfidare i monopoli dei social media e creare un vero mercato delle idee". Il nome è un portmanteau di "get together".
I termini di servizio di Gettr permettono ma non impegnano la piattaforma a rimuovere contenuti che sono "offensivi, osceni, lascivi, sporchi, pornografici, violenti, molesti, minacciosi, abusivi, illegali, discutibili o inappropriati". In un'apparizione su Newsmax, Miller ha propagandato l'app come un "posto in cui la gente non sarà cancellata" e ha descritto il sistema di moderazione del sito.